# Луций Антисций Вет (консул 55 г.)
Вижте пояснителната страница за други личности с името Луций Антисций Вет.
Луций Антисций Вет (на латински: Lucius Antistius Vetus; † 65 г. в Рим) е политик и сенатор на Римската империя.
Произхожда от фамилията Антисции и е син на Гай Антисций Вет (консул 23 г.) и Сулпиция Камерина, дъщеря на Сулпиций Камерин (консул 9 г.).
Негови братя са вероятно Гай Антисций Вет (консул 50 г.) и Камерин Антисций Вет (суфектконсул 46 г.).
Луций Антисций Вет е консул от януари до април 55 г. заедно с Нерон (януари-февруари) и от март до април със суфектконсул Нумерий Цестий. Още същата година става легат в Горна Германия. През 64/65 г. Антисций е проконсул на провинция Азия. След като изпада в немилост се връща в Рим. За да избегне присъда се самоубива заедно с дъщеря си Антисция Полита и майка ѝ Секстия.
Дъщеря му Антисция Полита е била омъжена за Рубелий Плавт (правнук на Тиберий), който е убит по нареждане на Нерон през 62 г.